# Азрет-Султан (заповедник-музей)
Государственный историко-культурный заповедник-музей «Азрет-Султан» — (каз. Әзірет Сұлтан мемлекеттік тарихи-мәдени қорық-мұражайы / Äzıret Sūltan memlekettık tarihi-mädeni qoryq-mūrajaiy) музей-заповедник в городе Туркестан Туркестанской области Республики Казахстана. 28.08.1989 года Совет Министров Казахской ССР принял постановление об организации государственного историко-культурного заповедника-музея «Азрет-султан» на территории города Туркестан. В его состав переданы архитектурно-археологические памятники: городище Культобе, суфийский центр с подземной мечетью, ритуальное сооружение шильдехана, безымянный восьмигранный мавзолей, мавзолей Есим хана, мавзолей Тауке хана, мавзолей-мечеть Ходжи Ахмеда Ясави и другие памятники истории и культуры. Центральным объектом заповедника-музея «Азрет-Султан» является мавзолей Ходжи Ахмеда Ясави — первый памятник Казахстана, включённый 5.07.2003 года в список объектов всемирного наследия ЮНЕСКО. Площадь музея-заповедника составляет 88,7 га.
«Азрет-Султан» — это научно-исследовательское и научно-просветительское учреждение, призванное собирать, сохранять и исследовать памятники археологии и архитектуры Туркестана. Заповедник-музей включает в себя: городище Культобе (IV—VI века), суфийский центр (X—XII века) с подземной мечетью Большой Хильвет, ритуальное строение Чилляхана, безымянный мавзолей, ханаку (мавзолей-мечеть) Ходжи Ахмеда Ясави (XIV век, сооружен по указанию эмира Тимура), восточную баню (XVI век), мавзолеи Рабиги Султан Бегим (XV век), Есим-хана, Абылай-хана, Жолбарыса, Касым-хана, Тауке-хана, Жанибек-батыра, Казыбек бия и других, Жума-мечеть (XIX век), средневековую застройку цитадели и шахристан, фортификационные сооружения с оборонительными стенами, башнями, воротами, военную казарму, комплекс светозвуковой видеопанорамы древнего Туркестана, хильвет Аулие Кумчик-ата, мавзолеи Алкожа-ата и Гаухар-ана.
В музейной коллекции собрано свыше 25 тысяч редкостных экспозиций на которые были установлены специальные передовые приспособления. Музей ведет сотрудничество со всеми музеями страны. В туристическом аспекте музей является одним из посещаемых музеев Казахстана. На сегодняшний день в количество объектов входят: 207 объектов один из которых является международным объектом, 23 объекта имеют республиканскую значимость и 14 местного значения.

## Галерея

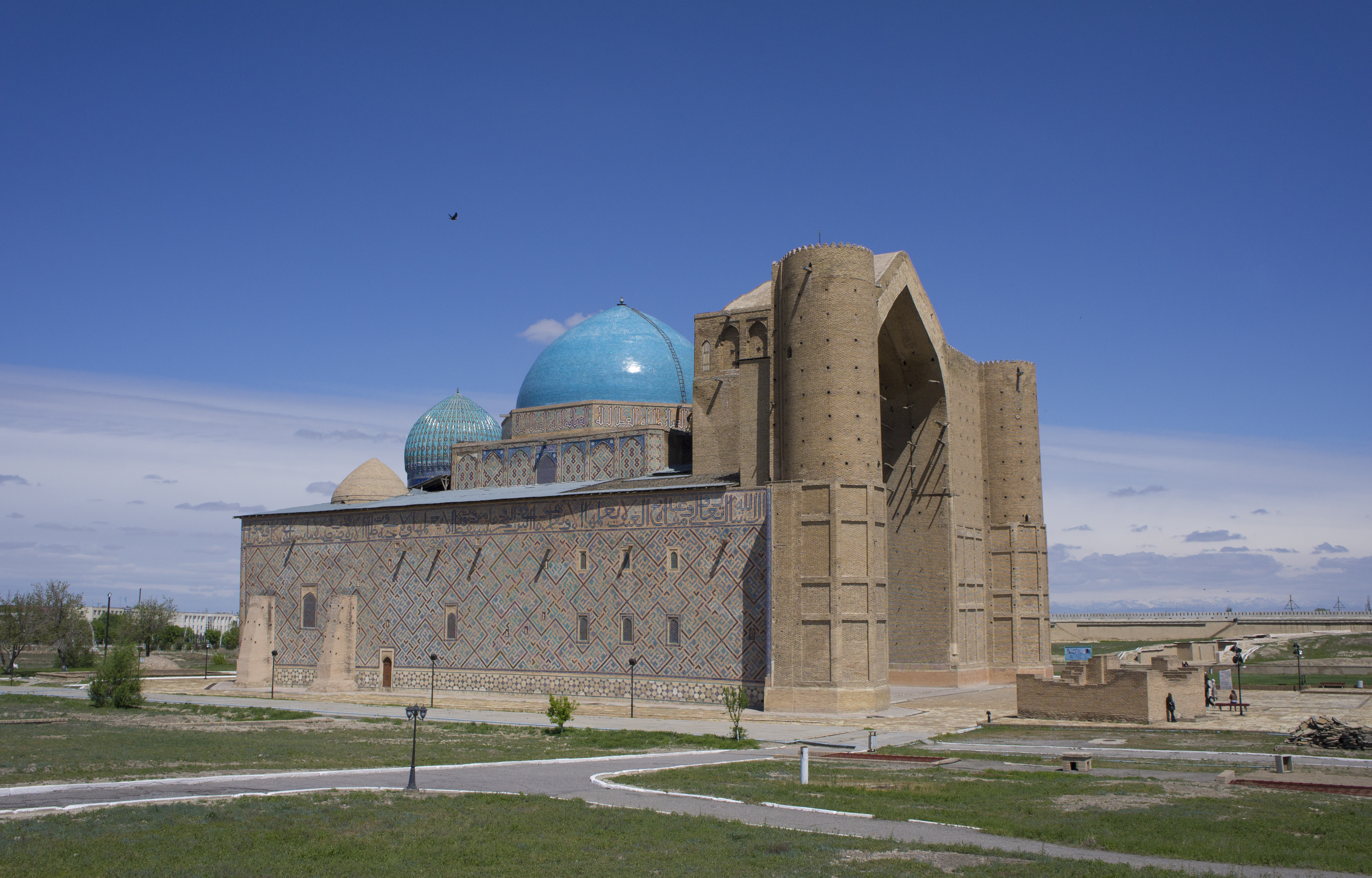
Мавзолей Ходжи Ахмеда Ясави.
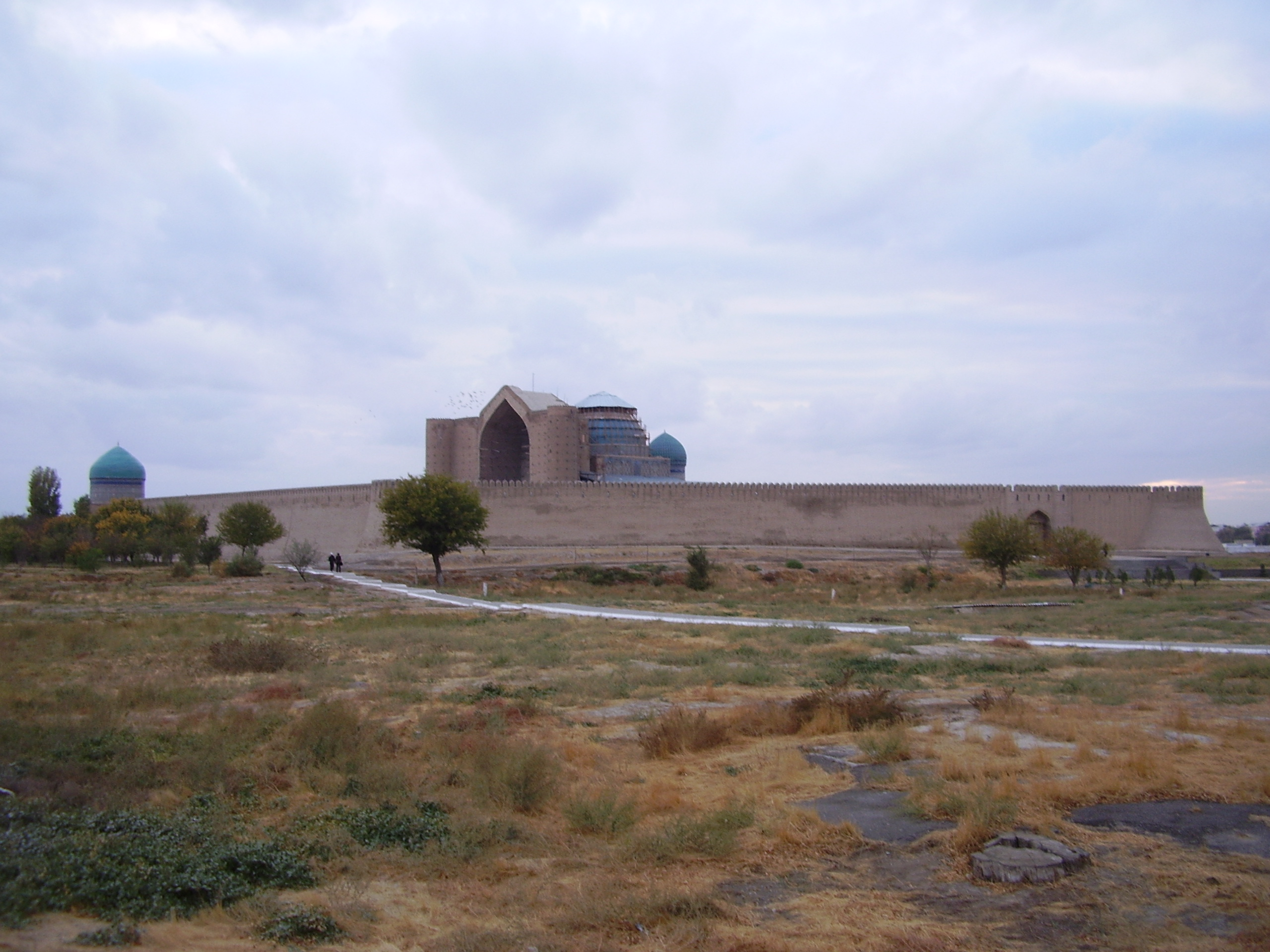
Стена средневековой городской цитадели (реконструкция). На заднем плане - ханака Ахмеда Ясави.
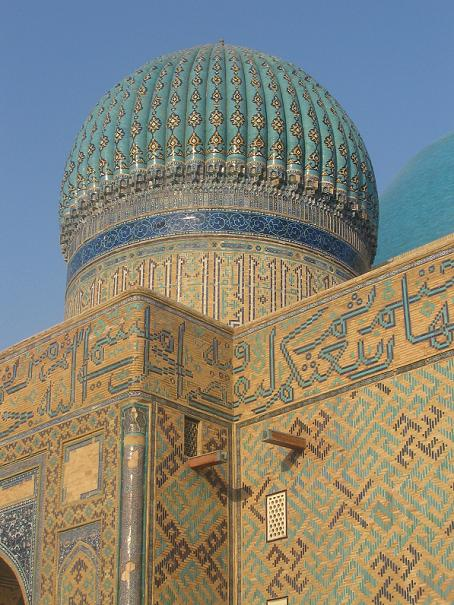
Северная сторона мавзолея, купол над могилой Ходжи Ахмеда Ясави.
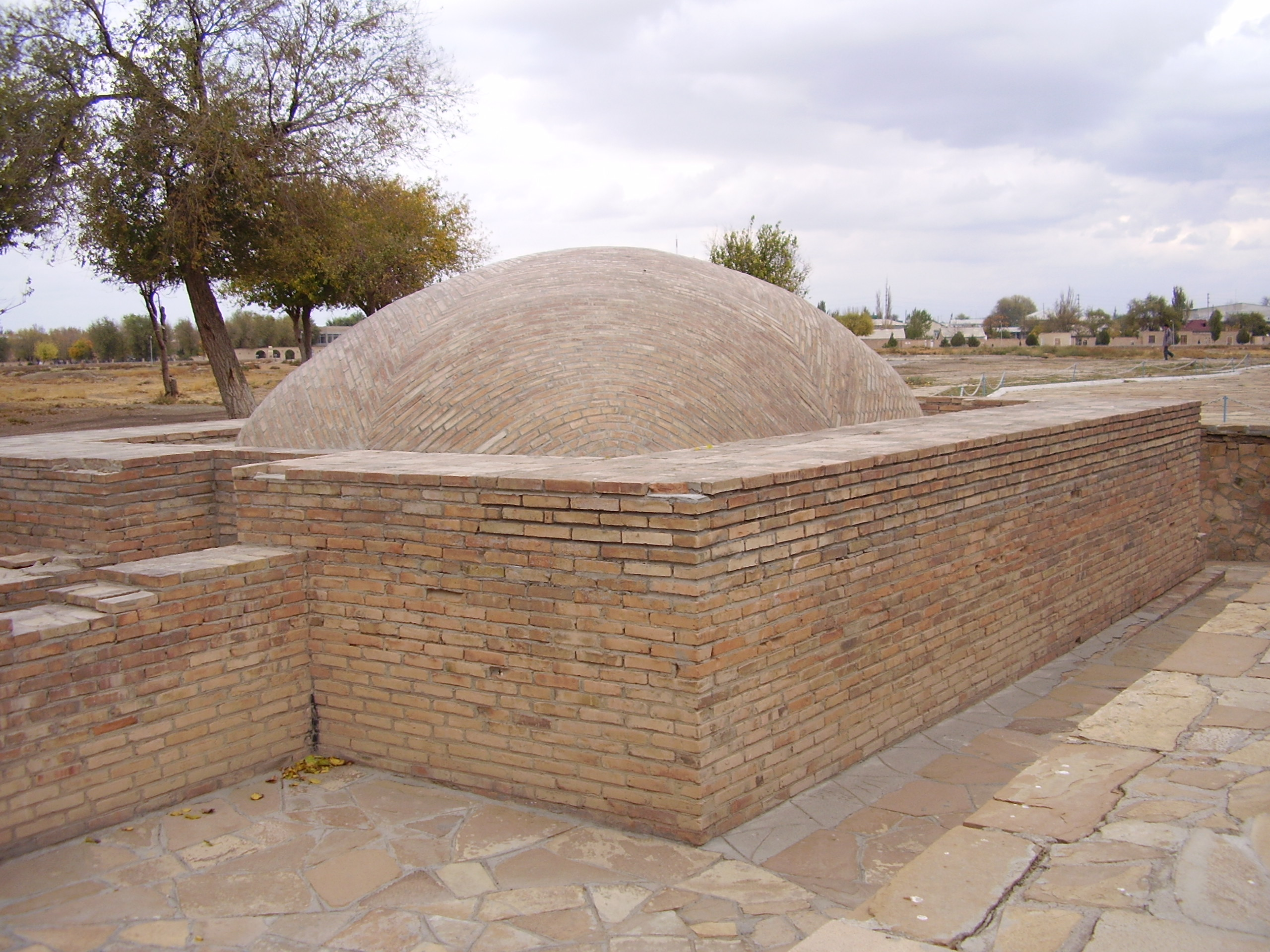
Шильдехана — средневековое культовое суфийское сооружение.
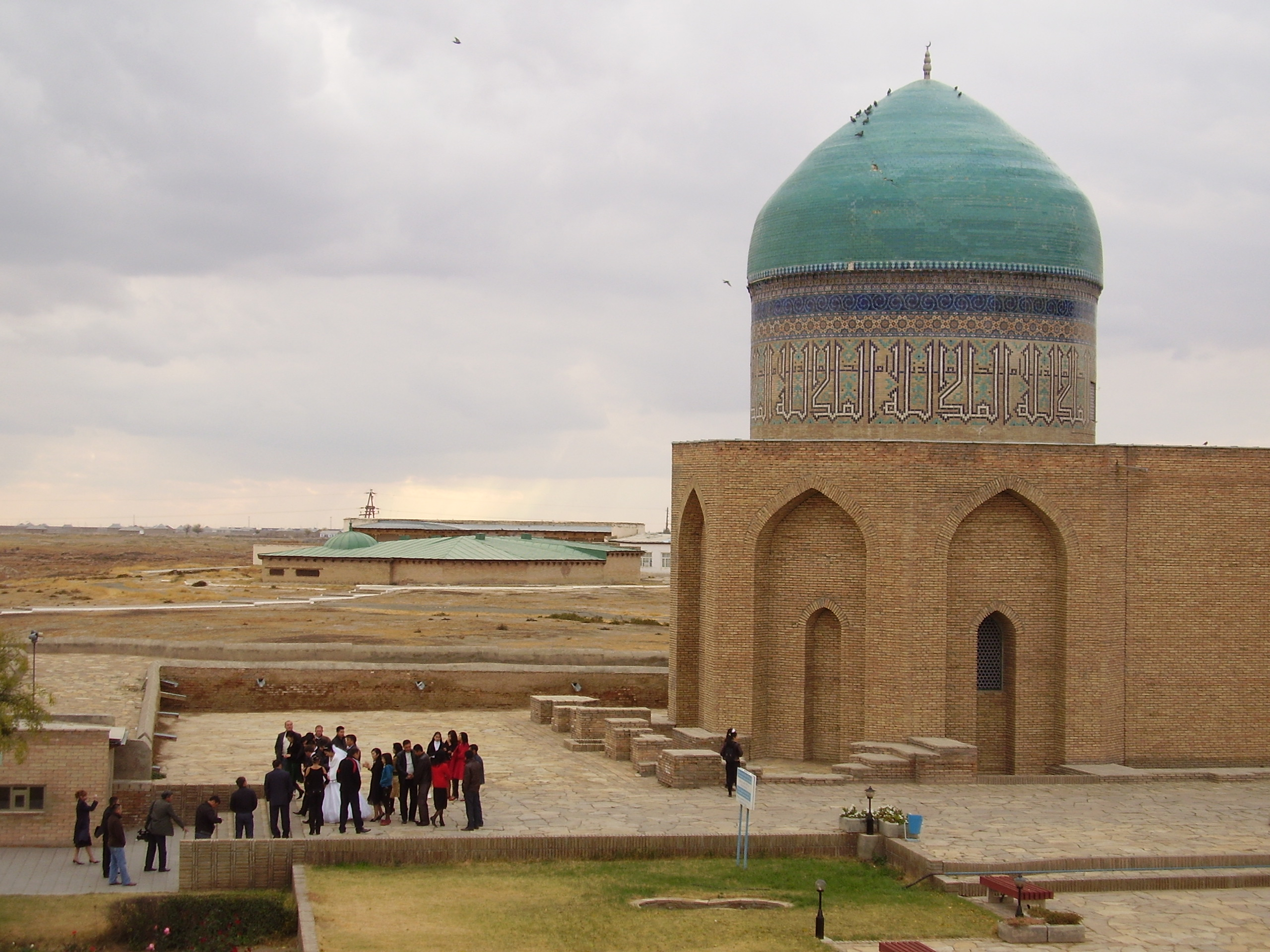
Мавзолей Рабиги Султан Бегим, на заднем — крыша над «Большим Хильветом», средневековым суфийским культовым подземным сооружением, в настоящее время превращённым в музей.
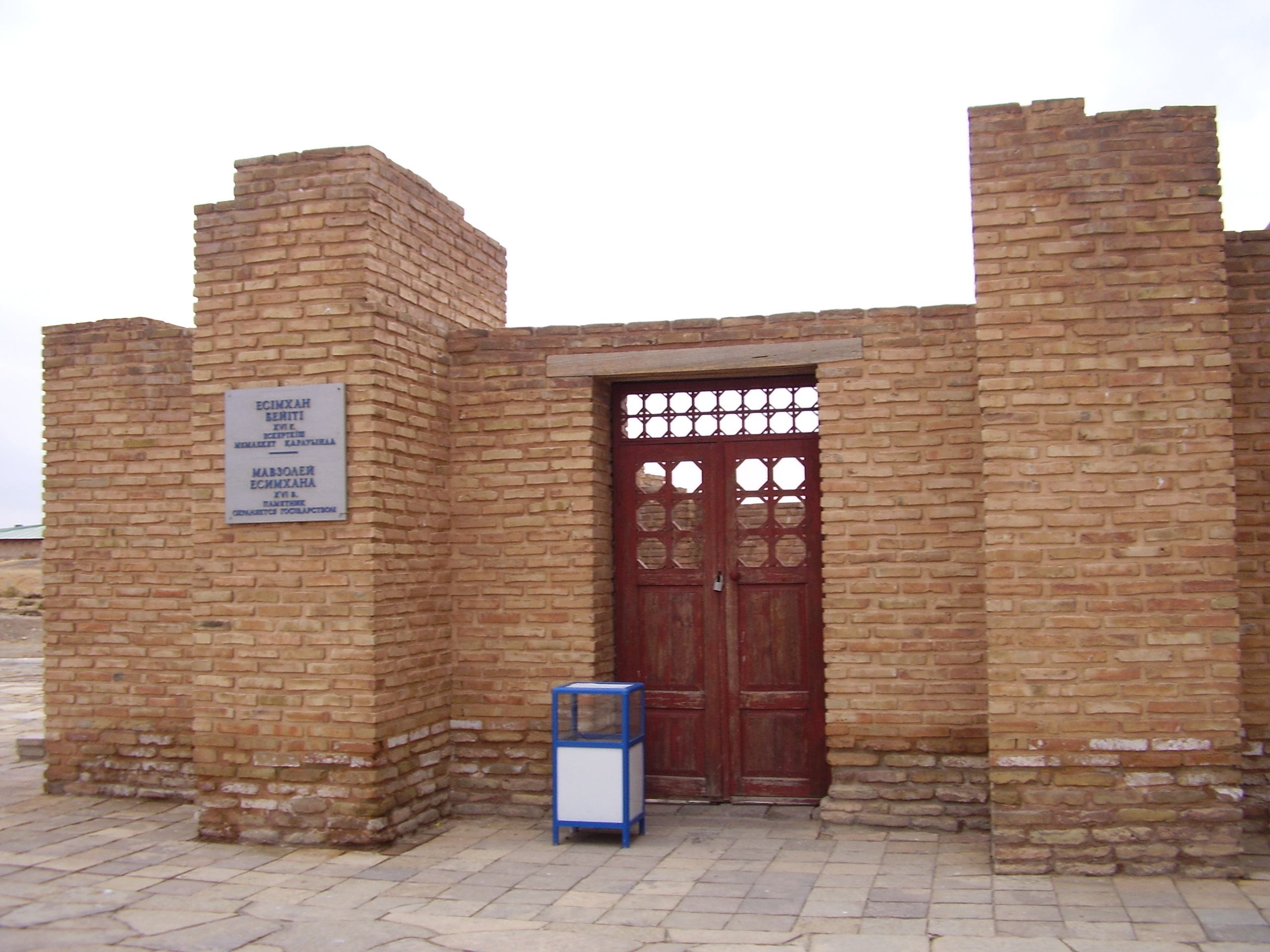
Мавзолей Есимхана.
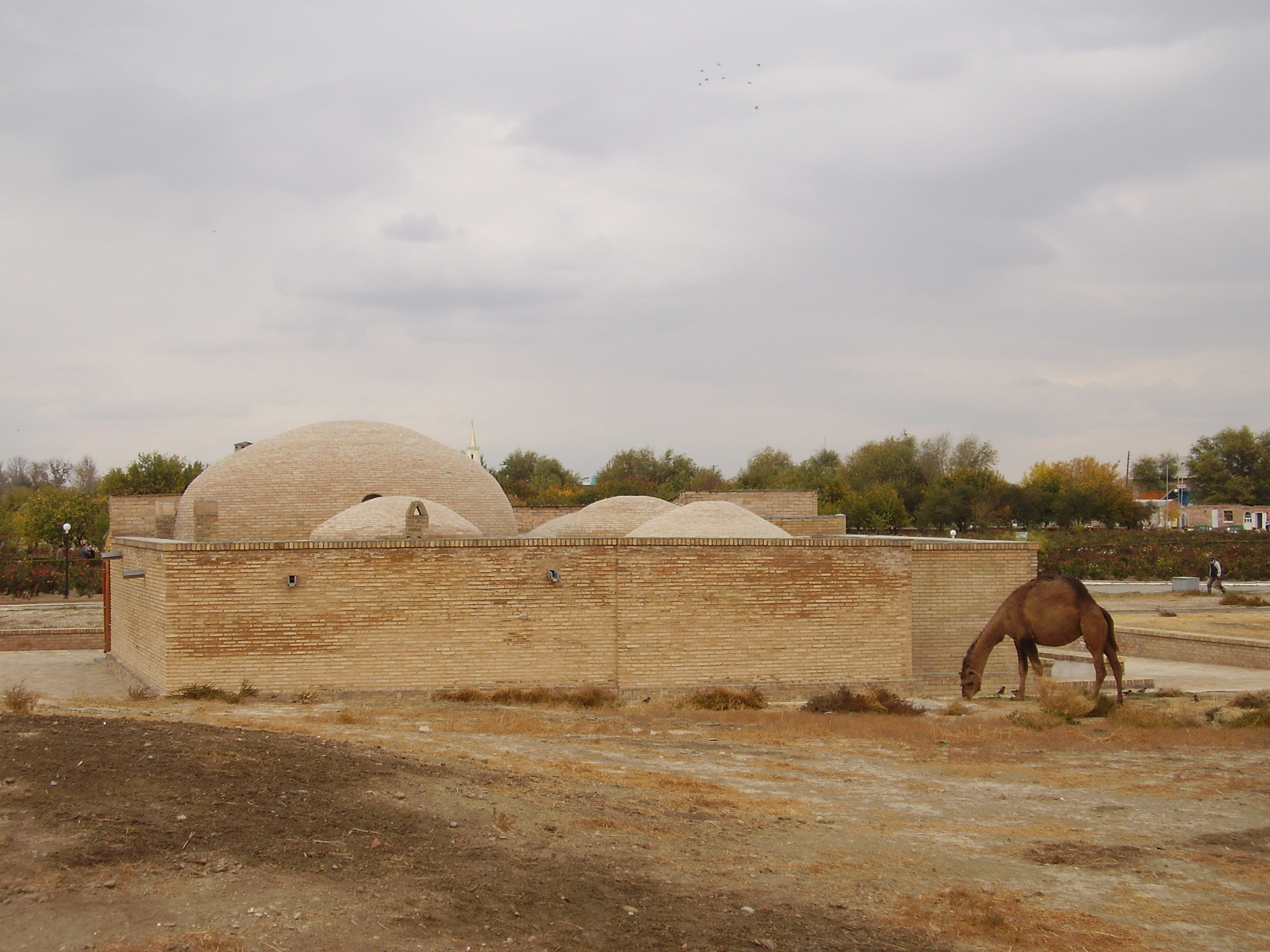
Музей «Восточная баня», реконструировнное сооружение XVI-XVIII веков.